# 1915年逝世人物列表
1915年逝世人物列表：1月 - 2月 - 3月 - 4月 - 5月 - 6月 - 7月 - 8月 - 9月 - 10月 - 11月 - 12月
下面是1915年逝世的知名人士列表。

## 1月

### 9日
- 楊守敬，中國歷史地理學家和書法家

### 10日
- 馬歇爾·平克尼·懷爾德，美國演員、幽默家、喜劇演員和單子學家

### 12日
- 有坂成章，大日本帝國陸軍中將

### 13日
- 瑪麗·斯萊瑟，蘇格蘭基督教傳教士

### 14日
- 理查·梅克斯·本森，英國聖公會宗教團體的創始人

### 18日
- 阿纳托利·斯特塞尔，俄羅斯男爵和將軍

### 19日
- 安娜·李奧諾文斯，英國旅行作家、教育家、社會活動家。

### 22日
- 詹姆斯·斯潘格勒，美國發明家

### 24日
- 阿杜爾·奧威爾斯，德國天文學家

## 2月

### 3日
- 波士尼亞塞族陰謀者（因參與暗殺奧地利大公法蘭茨·斐迪南而被處決）：
  - 維利科·庫布里洛維奇
  - 達尼洛·伊利奇
  - 米什科·約萬諾維奇

### 5日
- 羅斯·巴恩斯，美國棒球運動員

### 18日
- 弗朗西斯科·吉納·德·洛斯·里奧斯，西班牙哲學家、教育家
- 弗蘭克·詹姆斯，美國亡命之徒

### 22日
- 約翰·高夫，英國將軍，維多利亞十字勳章獲得者（陣亡）

### 26日
- 愛德華·理查森，紐西蘭工程師和政治家

## 3月

### 4日
- 馬克斯·馮·博克－波拉赫，普魯士軍官
- 威廉·威利特，英國夏令時推動者

### 13日
- 马克斯·布勒斯克，德國賽艇運動員
- 谢尔盖·维特，俄羅斯貴族、政治家和總理

### 14日
- 林肯·比奇，美國飛行員

### 15日
- 喬治·盧韋林·大衛斯，英國士兵

### 21日
- 弗雷德里克·温斯洛·泰勒，美國工程師、經濟學家

### 24日
- 摩根·羅伯遜，美國作家

### 26日
- H·G·基恩，英国历史学家

### 31日
- 温德姆·霍尔斯韦勒，蘇格蘭跑步者（陣亡）
- 第一代罗斯柴尔德男爵内森·罗斯柴尔德，英國銀行家和政治家

## 4月

### 4日
- 安德魯·斯托達特，英國運動員

### 9日
- 弗里德里希·洛夫勒，德國細菌學家

### 16日
- 納爾遜·奧爾德裡奇，來自羅德島的美國參議員

### 20日
- 丹尼爾·韋伯斯特·瓊斯，美國後期聖徒先驅

### 23日
- 鲁伯特·布鲁克，英國詩人（現役期間被蚊子叮咬感染而患敗血症）
- 弗雷德里克·費舍爾，加拿大維多利亞十字勳章獲得者（陣亡）

### 25日
- 弗雷德里克·蘇厄德，美國政治家

### 26日
- 约翰·邦尼，美國演員
- 達·亨特·尤德爾，美國後期聖徒日記作家

### 27日
- 威廉·巴納德·羅德斯-摩爾豪斯，英國飛行員，第一位獲得維多利亞十字勳章的飛行員
- 亞歷山大·史克里亞賓，俄羅斯作曲家

### 30日
- 愛德華·伊斯頓，哥倫比亞留聲機公司創始人兼總裁[1]

## 5月

### 7日
- 阿爾弗雷德·格溫·范德比爾特，美國運動員（死於盧西塔尼亞號沉沒)

### 9日
- 弗朗索瓦·費伯，盧森堡自行車手（陣亡）
- 安东尼·怀尔丁，紐西蘭網球運動員（陣亡）

### 18日
- 威廉·布裡奇斯，澳大利亞陸軍上將

### 24日
- 約翰·康登，英國陸軍愛爾蘭私人士兵，聲稱自己是第一次世界大戰中最年輕的英國士兵（陣亡）

### 26日
- 埃米爾·拉斯克，德國哲學家（陣亡）
- 朱利安·葛籣費爾，英國詩人（陣亡）[2]

### 30日
- 马塞洛·阿斯卡拉加·帕尔梅罗，3次西班牙首相

### 31日
- 第7代澤西伯爵維克多·柴爾德·維利爾斯，第18任新南威爾士州州長

## 6月

### 5日
- 亨利·高迪耶-布熱斯卡，法國藝術家和雕塑家（陣亡）[3]

### 7日
- 查理斯·裡德·畢曉普，美國商人，夏威夷慈善家

### 10日
- 伊格內修斯·馬婁揚，亞美尼亞東天主教大主教[4]

### 13日
- 茲比格涅夫·杜寧-瓦索維奇，波蘭軍事領袖（陣亡）

### 19日
- 本傑明·F·伊舍伍德，美國海軍上將，美國海軍總工程師

### 25日
- 弗雷德里克·曼森·贝利，植物學家
- 托克·江古特，馬來亞叛軍領袖（陣亡）

### 28日
- 吉列尔莫·毕林赫斯特，秘魯政治家

## 7月

### 2日
- 波菲里奥·迪亚斯，墨西哥第29任總統[5]

### 6日
- 勞倫斯·哈格雷夫，澳大利亞工程師

### 10日
- 愛麗絲·貝爾瓦多爾·薩姆斯·特納，美國醫生

### 16日
- 艾倫·懷特，美國女先知，基督複臨安息日會聯合創始人，翻譯最多的美國作家

### 18日
- 奧茲拉·阿曼德·哈德利，美國政治家

### 22日
- 桑福德·弗萊明，加拿大工程師和發明家

### 25日
- 維吉妮·艾米莉·阿韋尼奧·高特羅，美國出生的法國社交名媛

### 30日
- 查理斯·貝克爾，美國員警和殺人犯（被處決）

## 8月

### 5日
- 佐久間左馬太，台灣日治時期第5任台灣總督，也是任期最久的總督。

### 10日
- 亨利·莫塞莱，英國物理學家（陣亡）

### 16日
- 卡爾曼·塞爾，匈牙利第13任總理

### 17日
- 利奥·弗兰克，猶太裔美國工廠主管，因謀殺瑪麗·法根而被錯誤定罪

### 20日
- 保罗·埃尔利希，德國科學家，諾貝爾生理學或醫學獎獲得者
- 卡洛斯·芬莱，古巴病理學家

### 21日
- 約賽亞·塞特爾，美國律師和政治家

### 30日
- 安东尼奥·弗洛雷斯·希洪，厄瓜多第13任總統
- 帕斯誇爾·奧羅斯科，墨西哥革命者[6]

### 31日
- 阿道夫·佩古德，法國雜技飛行員，第一次世界大戰戰鬥機王牌（陣亡）

## 9月

### 1日
- 奧古斯特·斯特拉姆，德國詩人、劇作家（陣亡）

### 9日
- 安東寧·彼得羅夫，捷克鋼琴製造商
- 艾爾·斯伯丁，美國棒球運動員，體育用品製造商

### 11日
- 威廉·斯普拉格四世，來自羅德島的美國政治家

### 12日
- 弗里茨·巴托洛梅，德國男子賽艇運動員

### 14日
- 约翰·诺克斯·劳顿，英国军事史学家

### 21日
- 安東尼·康斯托克，美國反猥褻改革家

### 26日
- 基爾·哈迪，英國工黨領袖

### 27日
- 費格斯·鮑斯-雷昂，上尉

## 10月

### 4日
- 卡尔·斯塔夫，瑞典第11任首相
- 约翰·里格比，Eleanor Rigby的祖父，保罗·麦卡特尼將同名歌曲命名的潛意識影響歸因於他

### 7日
- 弗里德里希·哈森諾爾，奧地利物理學家[7]

### 10日
- 阿爾伯特·卡西爾，原名珍妮·霍奇斯，愛爾蘭裔美國士兵

### 11日
- 法布爾，法國昆蟲學家，昆蟲記的作者。

### 15日
- 特奥多尔·博韦里，德國生物學家

### 16日
- 茲德斯卡·維德曼諾娃-莫蒂奇科娃，摩拉維亞女性教育先驅（心臟病發作）

### 22日
- 威廉·溫德爾班德，德國哲學家

### 23日
- W.G.格雷斯，英國板球運動員

### 26日
- 奧古斯邦格特，德國作曲家、詩人

### 30日
- 查理斯·圖珀，加拿大第6任總理

### 31日
- 布蘭奇·沃爾什，美國女演員[8]

## 11月

### 14日
- 西奧多·萊謝蒂茨基，波蘭鋼琴家和作曲家
- 布克·T·華盛頓，美國教育家

### 15日
- 費利克斯·德·布洛豪森，盧森堡第六任首相

### 21日
- 迪克西·海古德，美國魔術師

### 25日
- 米歇尔·布雷亚尔，語言學家

### 28日
- 科威特埃米爾穆巴拉克·薩巴赫

## 12月

### 18日
- 亨利·羅斯科，英國化學家
- 爱德华·瓦扬，法國社會黨政治家

### 19日
- 愛羅斯·阿茲海默，德國精神病學家、神經病理學家

### 22日
- 羅斯·塔爾博特·布拉德，美國醫學博士、教授

### 31日
- 托馬索·薩爾維尼，義大利演員